# Oscar Borge
Oscar Fredrik Borge, fram till 1891 Andersson, född den 21 januari 1862 i Stockholm, död den 4 januari 1938 i Stockholm, var en svensk marinbiolog och politiker aktiv i arbetarrörelsen.

## Biografi
Borge föddes i Stockholm som son till en hovbetjänt, tog studenten 1883 och studerade därefter i Uppsala, där han disputerade. Delar av studierna förlades även vid Lunds samt Basels universitet. Hans huvudområde var algologi, framför allt inom sötvattenlevande grönalger.
Under tiden i Uppsala blev han medlem i Uppsala socialdemokratiska arbetarklubb samt i arbetarrörelsens nykterhetsorganisation Verdandi. Borge startade 1902 en arkivavdelning inom Stockholms Arbetarebibliotek och lade därmed grunden till Arbetarrörelsens arkiv och bibliotek, vars föreståndare han var fram till 1937. Borge var ledamot av stadsfullmäktige i Stockholm för socialdemokraterna och satt i styrelsen för Stockholms stadsbibliotek. 1920-1921 var han riksdagsledamot i första kammaren. Han var också en av initiativtagarna till Arbetarnas kulturhistoriska sällskap 1926. Borges bild prydde socialdemokraternas 1:a majmärke 1943.